# 莫奥省
莫奥省（西班牙語：Provincia de Moho），是秘魯的省份，位於該國東南部普諾大區，首府是莫奥，始建於1989年，海拔高度3,841米，面積1,005平方公里，2007年人口27,819，人口密度每平方公里27.67人。
15°21′39″S 69°29′59″W / 15.360764°S 69.499844°W